# Associazione Calcio Femminile Diadora 1977
Questa voce raccoglie le informazioni riguardanti la Associazione Calcio Femminile Diadora nelle competizioni ufficiali della stagione 1977.

## Rosa
Rosa aggiornata all'inizio della stagione.
| N. |                      | Ruolo | Calciatrice        |
| -- | -------------------- | ----- | ------------------ |
|    | Italia (bandiera)    |       | Wilma Agostinetto  |
| 9  | Danimarca (bandiera) | A     | Susanne Augustesen |
|    | Italia (bandiera)    |       | Claudia Avon       |
| 7  | Italia (bandiera)    | A     | Novellina Babetto  |
|    | Italia (bandiera)    |       | Flora Bighin       |
|    | Italia (bandiera)    |       | Emanuela Bordin    |
|    | Italia (bandiera)    |       | Francesca Bordin   |
|    | Italia (bandiera)    |       | Lucia Bragagnolo   |

| N. |                   | Ruolo | Calciatrice           |
| -- | ----------------- | ----- | --------------------- |
|    | Italia (bandiera) |       | Dorotea Fasan         |
|    | Italia (bandiera) |       | Fernanda Favotto      |
|    | Italia (bandiera) |       | Nadia Mestriner       |
|    | Italia (bandiera) |       | Marisa Perin          |
| 11 | Spagna (bandiera) | A     | Conchi Sánchez Freire |
| 1  | Italia (bandiera) | P     | Wilma Seghetti        |
|    | Italia (bandiera) |       | Ines Torreggiani      |